# Gmina Qendër Bulgarec
Gmina Qendër Bulgarec (alb. Komuna Qendër Bulgarec) – gmina położona we wschodniej części Albanii. Administracyjnie należy do okręgu Korcza w obwodzie Korcza. W 2011 roku populacja gminy wynosiła 2 707,  kobiety oraz 2 733 mężczyzn, z czego Albańczycy stanowili 91,29% mieszkańców, Grecy 0,68%, Macedończycy 1,58%.
W skład gminy wchodzi trzynaście miejscowości: Bulgarec, Lumalas, Biranj, Melçan, Porodinë, Dishnicë, Shamoll, Belorta, Kuç i Zi, Barç, Orman. Çiflik, Malavec, Neviçisht.